# Garry O’Connor
Garry Lawrence O'Connor (Edinburgh, 1983. május 7. –) profi skót labdarúgó, jelenleg az angol Birmingham City játékosa és a skót válogatott tagja.

## Statisztika
| Szezon  | Csapat             | Mérkőzések | Gólok |
| ------- | ------------------ | ---------- | ----- |
| 2000–01 | Hibernian          | 1          | 0     |
| 2000–01 | Peterhead (loan)   | 5          | 1     |
| 2001–02 | Hibernian          | 19         | 9     |
| 2002–03 | Hibernian          | 24         | 9     |
| 2003–04 | Hibernian          | 33         | 7     |
| 2004–05 | Hibernian          | 43         | 19    |
| 2005–06 | Hibernian          | 32         | 14    |
| 2006    | Lokomotyiv Moszkva | 29         | 8     |
| 2007    | Lokomotyiv Moszkva | 14         | 3     |
| 2007–08 | Birmingham City    | 26         | 4     |

### Nemzetközi góljai
| # | Dátum               | Helyszín        | Ellenfél | Gól | Eredmény | Kiírás               |
| - | ------------------- | --------------- | -------- | --- | -------- | -------------------- |
| 1 | 2005. augusztus 17. | Graz, Ausztria  | Ausztria | 2–0 | 2–2      | Barátságos mérkőzés  |
| 2 | 2006. szeptember 2. | Glasgow, Skócia | Feröer   | 6–0 | 6–0      | 2008-as EB-selejtező |
| 3 | 2007. május 30.     | Bécs, Ausztria  | Ausztria | 1–0 | 1–0      | Barátságos mérkőzés  |
| 4 | 2007. június 6.     | Toftir, Feröer  | Feröer   | 2–0 | 2–0      | 2008-as EB-selejtező |

## Külső hivatkozások
- Garry O'Connor pályafutásának statisztikái a Soccerbase oldalon (angolul)